# Dicranum decumbens
Dicranum decumbens là một loài rêu trong họ Dicranaceae. Loài này được Thwaites & Mitt. mô tả khoa học đầu tiên năm 1873.